# Élections municipales de 2020 à Villeurbanne
Pour un article plus général, voir Élections municipales de 2020 dans le Rhône et la métropole de Lyon.
Le premier tour des élections municipales et métropolitaines de 2020 à Villeurbanne  a eu lieu le 15 mars 2020. Le second tour, initialement prévu le 22 mars 2020, reporté en raison de la pandémie de Covid-19 en France, a lieu le 28 juin 2020.
Ces élections municipales se déroule en même temps que les premières élections métropolitaines de la Métropole de Lyon. Dans cette élection, Villeurbanne constitue l'une des 14 circonscriptions métropolitaines. Il s'agit de la seule circonscription dont le périmètre ne concerne qu'une seule commune. 

## Contexte
Le conseil municipal de Villeurbanne est composé de 55 élus. 
Le maire sortant est Jean-Paul Bret (PS), qui termine bientôt son troisième mandat consécutif et a annoncé le 11 juin 2019 qu’il renonçait à briguer un 4e mandat, mettant ainsi fin en 2020 à une carrière d’élu commencée en 1977, soit 43 ans en tant qu'élu local.
Pour la première fois, les conseillers métropolitains de la Métropole de Lyon sont élus au suffrage universel direct. La circonscription de Villeurbanne permet d'élire 17 des 150 conseillers métropolitains de la collectivité.

## Listes municipales et métropolitaines
- 'Villeurbanne en commun' (PS-Génération.s-PCF-Place Publique-Villeurbanne insoumise-Ensemble!-COVRA-Cercle radical)  Le maire sortant, Jean-Paul Bret (PS), a annoncé qu'il ne se représentait pas aux élections municipales de 2020. Des élections au sein de la section du Parti socialiste doivent désigner le représentant  du parti aux élections municipales. Le 10 octobre, Cédric van Styvendael est choisi à 63% par les militants du Parti socialiste pour devenir la tête de liste du parti à Villeurbanne[3]. Le 30 novembre 2019, Cédric Van Styvendael annonce qu'il conduira une liste de rassemblement avec le Parti communiste, Génération.s, Villeurbanne en commun (insoumis de Villeurbanne, Ensemble! et le COVRA) et Place publique. Le 13 janvier, Jonathan Bocquet (Cercle radical de Villeurbanne) annonce qu'il rejoint la liste Villeurbanne en commun. Le 2 février, lors d'une conférence de presse dans le quartier St-Jean, Cédric Van Styvendael présente l'ensemble des colistiers.
- 'Europe Écologie - Les Verts (EELV)' : Après avoir fait partie de la majorité municipale à partir de 2001 (jusqu'à leur éviction en 2010) puis avoir présenté une liste d'opposition en 2014 (avec le Parti de gauche), EELV semble vouloir être le leader d'une alliance de gauche[réf. nécessaire], surfant sur la vague de son résultat aux élections européennes de mai 2019 (20,23% des voix exprimées, loin devant le PS). Béatrice Vessiller, conseillère municipale historique, déclare ainsi le 12 juin 2019 dans Le Progrès : « nous sommes prêts à ce que d'autres nous rejoignent ».
- 'La République en marche (LREM)' : Pour ce qui sera sa première élection municipale, la liste macroniste se présente de manière indépendante du PS (bien que 4 adjoints et conseillers de la majorité soient passés « sous pavillon » LREM en cours de mandat municipal et y terminent actuellement leur mandat)[4]. Prosper Kabalo, aujourd’hui 1er adjoint de la majorité municipale, a été désigné par son parti tête de liste à Villeurbanne[5]. À noter que Didier Vuillerme, adjoint de la majorité actuelle et ancien prétendant à l'investiture du PS, a annoncé son départ du parti le 11 septembre 2019 et semble se rapprocher de LREM[6].
- 'Les Républicains (LR)' : Du côté de la droite villeurbannaise, après le renoncement de Jean-Wilfried Martin puis de Marc Atallah, le parti a investi Clément Charlieu.
- 'Le Rassemblement national (RN)' : Le parti de Marine Le Pen devrait présenter une liste lors de ces élections municipales, réunissant probablement les militants du RN mais aussi de DLF et de LP. Stéphane Poncet, tête de liste FN en 2014, et actuellement conseiller municipal, ne se représentera finalement pas[7]. C'est Thibaut Garnier, un jeune militant du parti qui se présente.
- 'Villeurbanne oasis démocratique (VOD) :' Le mouvement créé en 2019 a annoncé vouloir présenter une liste citoyenne sans étiquette, sans le soutien d'un parti[8]. La moitié des candidats de cette liste devait être issue d'un tirage au sort réalisé en janvier 2020[9]. Début février 2020, le mouvement annonce qu'il n'est pas en mesure de présenter une liste aux élections, malgré les soutiens reçus[10].
- 'Villeurbanne 2020 pourquoi pas? (VPP):' Le mouvement créé en 2019, tout comme VOD, présente une liste citoyenne sans étiquette, sans le soutien d'un parti. En tête de liste, Philippe Vieira.[réf. nécessaire]
- 'Villeurbanne au cœur' : cette liste centriste est menée par Emmanuelle Haziza, ancienne figure locale des Républicains. A noter que Bruno Bonnell, en deuxième position sur la liste, a été investi par LREM pour les élections métropolitaines, alors que le tête de liste LREM au municipal, Prosper Kabalo, est quant à lui candidat dissident LREM aux métropolitaines.

## Sondages

### Premier tour
| Institut | Date                  | Échantillon | LO      | PS-LFI-PCF-G.s-PP | EELV      | LREM-MoDem-UDI | LR       | RN      | Société civile | DIV    | Autres |
| Institut | Date                  | Échantillon | Bouhami | Van Styvendael    | Vessiller | Kabalo         | Charlieu | Garnier | Haziza         | Vieira |        |
| -------- | --------------------- | ----------- | ------- | ----------------- | --------- | -------------- | -------- | ------- | -------------- | ------ | ------ |
| Institut | Date                  | Échantillon |         |                   |           |                |          |         |                |        |        |
| Ifop     | 25 au 27 février 2020 | 605         | 2       | 28                | 25        | 17             | 8        | 11      | 3              | 1      | 5      |

### Second tour
| Institut | Date                  | Échantillon | PS-LFI-PCF-G.s-PP | EELV      | LREM-MoDem-UDI | RN      |
| Institut | Date                  | Échantillon | Van Styvendael    | Vessiller | Kabalo         | Garnier |
| -------- | --------------------- | ----------- | ----------------- | --------- | -------------- | ------- |
| Institut | Date                  | Échantillon |                   |           |                |         |
| Ifop     | 25 au 27 février 2020 | 605         | 33                | 29        | 23             | 15      |

N.B. :
- en gras sur fond coloré : le candidat arrivé en tête du sondage ;
- en gras sur fond blanc le candidat arrivé en deuxième position du sondage.

## Résultats

### Élections municipales
|                                                          |                          |                          |              |              |             |             |        |  |  |
| Tête de liste                                            | Tête de liste            | Liste                    | Premier tour | Premier tour | Second tour | Second tour | Sièges |  |  |
| Tête de liste                                            | Tête de liste            | Liste                    | Voix         | %            | Voix        | %           | Sièges |  |  |
|                                                          | Cédric Van Styvendael    | PS-PCF-G.s- PP-LFI-PRG   | 8 244        | 33,29        | 14 115      | 70,37       | 47     |  |  |
| Villeurbanne en commun                                   |                          |                          | 8 244        | 33,29        | 14 115      | 70,37       | 47     |  |  |
|                                                          | Béatrice Vessiller       | EELV                     | 6 804        | 27,48        | 14 115      | 70,37       | 47     |  |  |
| Béatrice Vessiller Pour Villeurbanne                     |                          |                          | 6 804        | 27,48        | 14 115      | 70,37       | 47     |  |  |
|                                                          | Prosper Kabalo           | LREM-MoDem-UDI-Agir      | 3 691        | 14,90        | 5 941       | 29,62       | 8      |  |  |
| Villeurbanne c'est vous !                                |                          |                          | 3 691        | 14,90        | 5 941       | 29,62       | 8      |  |  |
|                                                          | Thibaut Garnier          | RN                       | 1 889        | 7,62         |             |             |        |  |  |
| Rassemblement pour Villeurbanne                          |                          |                          | 1 889        | 7,62         |             |             |        |  |  |
|                                                          | Emmanuelle Haziza        | DVC                      | 1 802        | 7,27         |             |             |        |  |  |
| Villeurbanne au coeur                                    |                          |                          | 1 802        | 7,27         |             |             |        |  |  |
|                                                          | Clément Charlieu         | LR                       | 1 154        | 4,66         |             |             |        |  |  |
| Un nouvel élan pour Villeurbanne                         |                          |                          | 1 154        | 4,66         |             |             |        |  |  |
|                                                          | Philippe Vieira          | DVG                      | 812          | 3,27         |             |             |        |  |  |
| Villeurbanne 2020 – pourquoi pas ?                       |                          |                          | 812          | 3,27         |             |             |        |  |  |
|                                                          | Nadia Bouhami            | LO                       | 363          | 1,46         |             |             |        |  |  |
| Lutte ouvrière – Faire entendre le camp des travailleurs |                          |                          | 363          | 1,46         |             |             |        |  |  |
|                                                          |                          |                          |              |              |             |             |        |  |  |
| Votes valides                                            | Votes valides            | Votes valides            | 24 759       | 96,72        | 20 056      | 95,84       |        |  |  |
| Votes blancs                                             | Votes blancs             | Votes blancs             | 206          | 0,80         | 508         | 2,43        |        |  |  |
| Votes nuls                                               | Votes nuls               | Votes nuls               | 634          | 2,48         | 363         | 1,73        |        |  |  |
| Total                                                    | Total                    | Total                    | 25 599       | 100          | 20 927      | 100         | 55     |  |  |
| Abstention                                               | Abstention               | Abstention               | 58 379       | 69,52        | 63 153      | 75,11       |        |  |  |
| Inscrits / participation                                 | Inscrits / participation | Inscrits / participation | 83 978       | 30,48        | 84 080      | 24,89       |        |  |  |

### Élections métropolitaines
|                                                                      | Bruno Bernard            | EELV                     | 7 452  | 30,72 | 13 157 | 66,79 | 15 |  |  |
| Maintenant la métropole pour nous les écologistes avec Bruno Bernard |                          |                          | 7 452  | 30,72 | 13 157 | 66,79 | 15 |  |  |
|                                                                      | Cédric Van Styvendael    | PS-PCF-G.s-PP-LFI-PRG    | 6 718  | 27,70 | 13 157 | 66,79 | 15 |  |  |
| C'est la gauche unie                                                 |                          |                          | 6 718  | 27,70 | 13 157 | 66,79 | 15 |  |  |
|                                                                      | Prosper Kabalo           | LREM dissident           | 3 668  | 15,12 | 6 541  | 33,21 | 2  |  |  |
| Villeurbanne c'est vous !                                            |                          |                          | 3 668  | 15,12 | 6 541  | 33,21 | 2  |  |  |
|                                                                      | Bruno Bonnell            | LREM                     | 2 118  | 8,73  |        |       |    |  |  |
| Villeurbanne au cœur                                                 |                          |                          | 2 118  | 8,73  |        |       |    |  |  |
|                                                                      | Michèle Morel            | RN                       | 1 940  | 8,00  |        |       |    |  |  |
| La métropole du bon sens                                             |                          |                          | 1 940  | 8,00  |        |       |    |  |  |
|                                                                      | Denise « Dany » Morsilli | LR                       | 1 330  | 5,49  |        |       |    |  |  |
| Pour une métropole juste                                             |                          |                          | 1 330  | 5,49  |        |       |    |  |  |
|                                                                      | Nadia Bouhami            | LO                       | 409    | 1,69  |        |       |    |  |  |
| Lutte ouvrière – Faire entendre le camp des travailleurs             |                          |                          | 409    | 1,69  |        |       |    |  |  |
|                                                                      | Capucine Moreaux         | DVC                      | 387    | 1,60  |        |       |    |  |  |
| 100 % citoyens                                                       |                          |                          | 387    | 1,60  |        |       |    |  |  |
|                                                                      | Christian Dadat          | UPR                      | 233    | 0,96  |        |       |    |  |  |
| Villeurbanne-métropole 2020 décidons ensemble                        |                          |                          | 233    | 0,96  |        |       |    |  |  |
|                                                                      |                          |                          |        |       |        |       |    |  |  |
| Votes valides                                                        | Votes valides            | Votes valides            | 24 259 | 97,90 | 19 698 | 96,35 |    |  |  |
| Votes blancs                                                         | Votes blancs             | Votes blancs             | 202    | 0,82  | 458    | 2,24  |    |  |  |
| Votes nuls                                                           | Votes nuls               | Votes nuls               | 318    | 1,28  | 289    | 1,41  |    |  |  |
| Total                                                                | Total                    | Total                    | 24 779 | 100   | 20 445 | 100   | 17 |  |  |
| Abstention                                                           | Abstention               | Abstention               | 58 748 | 70,33 | 63 179 | 75,55 |    |  |  |
| Inscrits / participation                                             | Inscrits / participation | Inscrits / participation | 83 527 | 29,67 | 83 624 | 24,45 |    |  |  |

### Conseil municipal élu
|                            |       |       |      |                                                |                                                |
| Maire de Villeurbanne      |       |       |      |                                                |                                                |
| Cédric Van Styvendael (PS) |       |       |      |                                                |                                                |
| Parti                      | Sigle | Sigle | Élus | Groupe                                         | Président                                      |
| Majorité (47 sièges)       |       |       |      |                                                |                                                |
| Europe Écologie Les Verts  |       | EÉLV  | 13   | Les écologistes                                | Béatrice Vessiller (EÉLV) Jacques Vince (EÉLV) |
| Parti socialiste           |       | PS    | 10   | Socialistes et citoyen•ne•s villeurbannais•e•s | Yann Crombecque (PS)                           |
| Divers gauche              |       | DVG   | 2    | Socialistes et citoyen•ne•s villeurbannais•e•s | Yann Crombecque (PS)                           |
| La France insoumise        |       | LFI   | 7    | Villeurbanne Insoumise Ensemble !              | Julien Ravello (LFI)                           |
| Ensemble !                 |       | E!    | 1    | Villeurbanne Insoumise Ensemble !              | Julien Ravello (LFI)                           |
| Parti communiste français  |       | PCF   | 5    | Communistes et Républicains                    | Cyril Hauland-Grønneberg (PCF)                 |
| Génération.s               |       | G·s   | 5    | Génération.s                                   | Maxime Jourdan (G·s)                           |
| Parti radical de gauche    |       | PRG   | 2    | Cercle Radical - Place Publique                | Jonathan Bocquet (PRG)                         |
| Place publique             |       | PP    | 1    | Cercle Radical - Place Publique                | Jonathan Bocquet (PRG)                         |
| Divers gauche              |       | DVG   | 1    | Cercle Radical - Place Publique                | Jonathan Bocquet (PRG)                         |
| Opposition (8 sièges)      |       |       |      |                                                |                                                |
| La République en marche    |       | LREM  | 3    | Villeurbanne progressiste                      | Prosper Kabalo (LREM)                          |
| Divers centre              |       | DVC   | 2    | Villeurbanne progressiste                      | Prosper Kabalo (LREM)                          |
| Mouvement démocrate        |       | MoDem | 1    | Villeurbanne progressiste                      | Prosper Kabalo (LREM)                          |
| Agir                       |       | Agir  | 1    | Villeurbanne progressiste                      | Prosper Kabalo (LREM)                          |